# 1657 en science
| Années de la science : 1654 - 1655 - 1656 - 1657 - 1658 - 1659 - 1660    |
| Décennies de la science : 1620 - 1630 - 1640 - 1650 - 1660 - 1670 - 1680 |

Cet article présente les faits marquants de l'année 1657 en science.

## Événements
- 16 juin : l'horloger de la Haye Salomon Coster un brevet des États généraux des Provinces-Unies pour exploiter l'horloge à pendule inventée par Christiaan Huygens[1], qui permet des mesures à la demi-seconde[2].
- Août : dans une lettre à Marin Cureau de La Chambre, Pierre de Fermat énonce le principe de moindre action qui sert de fondement à l'optique géométrique. Ce principe est publié en 1662[3],[4].
- 17 décembre : le savant hollandais Christian Huygens observe la forme précise de l’anneau de Saturne[5].

- Création à Florence de l'Accademia del Cimento (Accademia dell'esperimento) par Léopold de Médicis et le Grand-duc de Toscane Ferdinand II de Médicis pour favoriser l'observation de la nature par les méthodes galiléennes[6].
- Robert Hooke aurait mis au point l'échappement à ancre de recul commercialisé par William Clément en 1680[7].
- Bernard Frénicle de Bessy publie le nombre taxicab Ta(2)= 1729[8].

## Publications

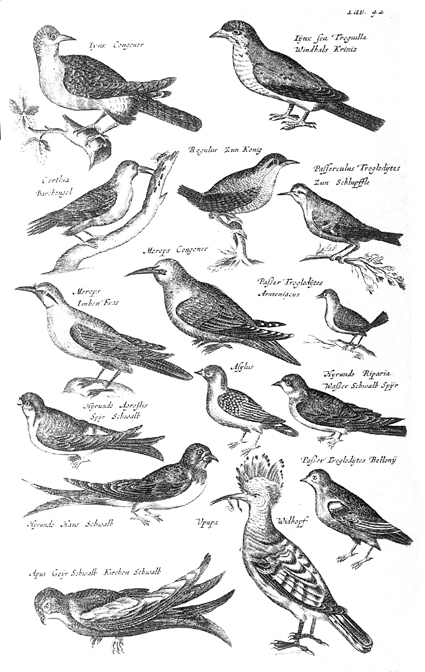
Planche d'illustrations tirée de Historiae naturalis de avibus (1657).

- Bernard Frénicle de Bessy : Solutio duorum problematum circa numeros cubos et quadratos.
- John Jonston : Historiae naturalis de avibus.
- Peter Heylin : Cosmographie, une des premières description du monde connu en anglais et la première description de l'Australie.
- Christian Huygens : Tractatus de ratiociniis in ludo aleae, premier traité sur la Théorie des probabilités consacré à l’aspect mathématique des jeux de hasard, publié après avoir pris connaissance de la correspondance de Blaise Pascal et Pierre de Fermat au sujet du "problème des partis" posé par le chevalier de Méré[9].
- William Oughtred :
  - Solution of all spherical triangles, Oxford, 1657,
  - Trigonometry, Londres, 1657,
  - Canones sinuum, tangentium, Londres, 1657.
- Gaspar Schott : Mechanica hydraulico-pneumatica ; De organis hydrulicis aliisque intrumentis harmonicis hydropneumaticis.  Schönwetter, Frankfurt am Main 1657. Première description de l'expérience des hémisphères de Magdebourg[10].

## Naissances
- 24 février : Clopton Havers (mort en 1702), médecin anglais.
- 26 novembre : William Derham (mort en 1735), homme d’église et un philosophe naturaliste britannique.

- Pierre-Charles Le Sueur (mort en 1704), explorateur français.

## Décès

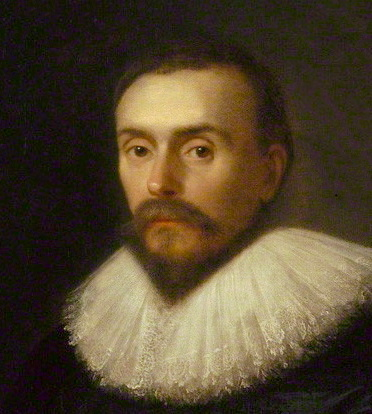
William Harvey

- 3 mars : Jean-Baptiste Cysat (né en 1585), jésuite, mathématicien, astronome et architecte suisse.
- 3 juin : William Harvey (né en 1578), médecin anglais.
- 17 septembre : Joachim Jung (né en 1587), philosophe, mathématicien et naturaliste allemand.
- 7 novembre : Mario Bettinus (né en 1582), jésuite, philosophe, mathématicien et astronome italien.